# Roodbuikdwergspecht
De roodbuikdwergspecht (Picumnus rufiventris) is een vogel uit de familie Picidae (spechten).

## Verspreiding en leefgebied
Deze soort komt voor in het westelijk Amazonebekken en telt drie ondersoorten:
- P. r. rufiventris: centraal Colombia, oostelijk Ecuador, noordoostelijk Peru en westelijk Brazilië.
- P. r. grandis: het oostelijke deel van Centraal-Peru en westelijk Brazilië.
- P. r. brunneifrons: noordwestelijk en centraal Bolivia.